# Эмпальме
Эмпальме (исп. Empalme) — город в Мексике, штат Сонора, входит в состав одноимённого муниципалитета и является его административным центром. Численность населения, по данным переписи 2020 года, составила 38 886 человек.

## Топонимика
Название Empalme в переводе с испанского — стыковка, соединение, дано, так как здесь расположен железнодорожный узел.

## История
В 1904 году был устроен лагерь для строительства железнодорожного узла, а 15 сентября 1905 года был основан рабочий посёлок Эмпальме, названный по проводимым здесь работам — строительству железнодорожного узла.